# 佩里·6
佩里·6（英语：Perri 6）是一名英国社会科学家。他在1983年将自己的名字从大卫·阿什沃斯（David Ashworth）改为佩里·6。虽然当时还不是一名学者，但多年后，他说他对学术论文中出现的“6, P”概念感到好笑。
佩里·6为Demos工作，这是一个与1990年代新工党关系密切的中左翼智库。佩里·6最近的大部分研究都是基于风险文化理论，他将其称为“新涂尔干制度理论”。他为信息专员办公室进行了受政府支持的研究，并代表智库Demos撰写文章。他还为同行评审的《公共行政研究与理论期刊》、《社会政策与社会》和《公共行政》等期刊撰稿。
佩里·6目前担任伦敦玛丽女王大学公共管理系主任。

## 荣誉
- 2013年当选为英国社会科学院院士。[9]

## 精选参考书目
- 6, Perri; Margetts, Helen; Hood, Christopher. . Oxford New York: Oxford University Press. 2010. ISBN 9780199573547.
- 6, Perri; Fletcher‐Morgan, Charlotte; Leyland, Kate. "Making people more responsible: the Blair Government's Programme for changing Citizens' behaviour." Political Studies 58.3 (2010): 427–449. abstract （页面存档备份，存于）